# Arturo Dominici
Pour les articles homonymes, voir Dominici.
Arturo Dominici, né le 2 janvier 1916 à Palerme et mort le 7 septembre 1992 à Rome, est un acteur italien.

## Biographie
Né à Palerme, Dominici devient connu pour ses nombreux rôles de méchants dans des films d’horreur et fantastiques.
Il est surtout connu pour sa performance en tant que le monstrueux Igor Javuto dans Le Masque du démon de Mario Bava (sorti en 1960), et le maléfique Eurysthée dans Les Travaux d'Hercule de Pietro Francisci (sorti en 1958).
Sa filmographie comprend plus de 80 titres, dont Indomptable Angélique et Angélique et le Sultan de Bernard Borderie où il interprète Mezzo Morte, ou encore Fantomas se déchaîne de André Hunebelle (1964).
Dominici a doublé la voix de l’acteur autrichien Walter Ladengast dans la version italienne de Nosferatu, fantôme de la nuit de Werner Herzog (sorti en 1979).
Dominici a une fille, Germana Dominici, qui est également actrice. À l’âge de 14 ans, elle a eu un petit rôle de fille de ferme dans Black Sunday.
Arturo Dominici meurt d’un cancer le 7 septembre 1992, et est enterré au cimetière de Flaminio, à Rome, en Italie.

## Filmographie succincte

### Cinéma
- 1949 : Yvonne la Nuit de Giuseppe Amato : un officier
- 1958 : Les Travaux d'Hercule (Le fatiche di Ercole) de Pietro Francisci : Eurysthée
- 1959 : La Terreur des barbares (Il terrore dei barbari) de Carlo Campogalliani : Svero
- 1959 : Caltiki, le monstre immortel (Caltiki il mostro immortale) de Riccardo Freda : Nieto, un membre de l'expédition
- 1960 : Messaline (Messalina, Venere imperatrice) de Vittorio Cottafavi : Callius Silius
- 1960 : Le Masque du démon (La maschera del demonio) de Mario Bava : Igor Javutich / Javuto
- 1960 : L'Esclave du pharaon (Giuseppe venduto dai fratelli) de Irving Rapper et Luciano Ricci : Rekmira
- 1961 : Le Voleur de Bagdad (Il ladro di Bagdad) de Arthur Lubin et Bruno Vailati : Osman, prince de Mossoul
- 1961 : La Guerre de Troie (La guerra di Troia) de Giorgio Ferroni : Achille
- 1962 : Le Triomphe de Robin des Bois (Il trionfo di Robin Hood) de Umberto Lenzi : Baron Elwin, shérif de Nottingham
- 1963 : Le Corsaire de la reine (Il dominatore dei 7 mare) de Rudolph Maté et Primo Zeglio : Don Bernardino de Mendoza
- 1963 : La Griffe du coyote (Il segno del coyote) de Mario Caiano : Clemens
- 1963 : Goliath et le Cavalier masqué (Golia e il cavaliere mascherato) de Piero Pierotti : Don Ramiro
- 1963 : Hercule contre Moloch (Ercole contro Moloch) de Giorgio Ferroni : Penteo, général de Mycenes
- 1964 : Les Deux Évadés de Sing-Sing (I due evasi di Sing Sing) de Lucio Fulci : Alfred Attanasia
- 1964 : Le Temple de l'éléphant blanc (Sandok, il Maciste della giungla) de Umberto Lenzi : Le maharadja
- 1965 : Goliath à la conquête de Bagdad (Golia alla conquista di Bagdad) de Domenico Paolella : Kaichew
- 1965 : Fantomas se déchaîne de André Hunebelle : Le professeur canadien
- 1967 : Indomptable Angélique de Bernard Borderie : Mezzo Morte
- 1968 : Angélique et le Sultan de Bernard Borderie : Mezzo Morte
- 1968 : Le Moment de tuer (Il momento di uccidere) de Giuliano Carnimeo : Forrester
- 1969 : Un homme qui me plaît de Claude Lelouch : Le douanier italien
- 1969 : Catherine, il suffit d'un amour de Bernard Borderie : La Grêle
- 1970 : Enquête sur un citoyen au-dessus de tout soupçon (Indagine su un cittadino al di sopra di ogni sospetto) de Elio Petri : Mangani
- 1971 : Confession d'un commissaire de police au procureur de la république (Confessione di un commissario di polizia al procuratore della repubblica) de Damiano Damiani : Maître Canistraro
- 1972 : A come Andromeda de Vittorio Cottafavi (mini-série télévisée)
- 1972 : Obsédé malgré lui (Nonostante le apparenze... e purché la nazione non lo sappia... All'onorevole piacciono le donne) de Lucio Fulci : Son Excellence
- 1972 : Enquête sur la mort par empoisonnement du détenu Pisciotta Gaspare (Il caso Pisciotta) de Eriprando Visconti : Michele Scauri
- 1975 : L'Accusé (La polizia accusa: il Servizio Segreto uccide) de Sergio Martino : Le directeur